# Rhythm Nation
Rhythm Nation è un brano musicale della cantante statunitense Janet Jackson, pubblicato il 23 ottobre 1989 come secondo singolo del suo quarto album in studio Janet Jackson's Rhythm Nation 1814.

## Descrizione
La canzone, scritta e composta dalla Jackson stessa e dai suoi storici collaboratori Jimmy Jam e Terry Lewis, prende in prestito il ritmo di chitarra del brano Thank You (Falettinme Be Mice Elf Agin), inciso nel 1970 dal gruppo Sly & the Family Stone, ed esprime la speranza che, tramite la musica, un giorno ci sia un'unità tra le nazioni e che il razzismo finisca, in un movimento che la cantante definisce appunto "la nazione del ritmo" che dà il titolo alla title-track e all'album stesso. Da questo album in poi la cantante si era preposta di scrivere, comporre ed interpretare sempre più canzoni con tematiche sociali e che fossero di buon esempio per il suo pubblico.

## Video musicale
Il videoclip venne girato dal regista Dominic Sena, ambientato in una fabbrica abbandonata, mostra la Jackson ballare insieme ad altri ballerini vestiti in divisa militare. È girato in bianco e nero ed è il finale del cortometraggio Rhythm Nation 1814 Film, un corto realizzato per promuovere tre canzoni dell'album, che contiene, infatti, al suo interno anche i video delle canzoni Miss You Much e The Knowledge, oltre che un breve accenno della canzone Black Cat. Il cortometraggio ha come protagonisti, oltre alla cantante, due ragazzini che fanno i lustrascarpe per sopravvivere in una città dalle atmosfere noir che somigliano a quelle del film Blade Runner; infatti, alcune scene del video sono state girate negli stessi luoghi del film, come all'interno del Bradbury Building a Downtown Los Angeles. Uno dei due ragazzini tenta la via dello spaccio mentre l'altro rimane ucciso da una raffica di spari. Il personaggio della Jackson interpreta poi la sua rabbia e frustrazione attraverso la musica e il ballo. La versione lunga del corto ha vinto un Grammy Award nel 1990 come "Miglior video musicale di lunga durata", riuscendo a strappare il premio al film Moonwalker di suo fratello Michael Jackson, anch'egli candidato. La versione corta del video ha vinto anche un premio agli MTV Video Music Awards del 1990, come "Migliore coreografia", mentre venne anche candidato come "Miglior video dance", e alla stessa cerimonia venne consegnato anche un premio alla carriera alla Jackson tramite il prestigioso Video Vanguard Award.

## Esibizioni dal vivo

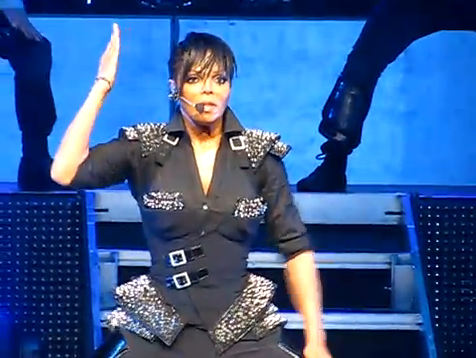
La cantante interpreta la canzone durante il tour Number Ones: Up Close and Personal nel 2011.

A causa del grande successo e apprezzamento ricevuto dal brano, Janet Jackson ha interpretato la canzone in tutti i suoi tour, a partire dal suo primo tour, il Rhythm Nation 1814 Tour del 1990, fino ad arrivare al Together Again World Tour del 2023-'24, sempre accompagnata dai suoi ballerini nel riprodurre dal vivo la coreografia del video, e, negli ultimi tour, interpretandola spesso in alcuni medley con altri suoi successi, come le canzoni Black Cat e Scream.

## Successo commerciale
Il singolo della canzone divenne uno dei maggiori successi commerciali della Jackson. Si piazzò al secondo posto nella classifica di Billboard (Stati Uniti), dietro a Another Day in Paradise di Phil Collins, raggiungendo inoltre la numero uno nelle classifiche dance e R&B, e al secondo posto in Canada.

## Classifiche
| Classifica (1989-1990)                 | Posizione massima |
| -------------------------------------- | ----------------- |
| Australia                              | 56                |
| Belgio                                 | 24                |
| Canada                                 | 2                 |
| Germania                               | 83                |
| Irlanda                                | 19                |
| Nuova Zelanda                          | 17                |
| Paesi Bassi                            | 9                 |
| Regno Unito                            | 23                |
| Stati Uniti                            | 2                 |
| Stati Uniti (dance)                    | 1                 |
| Stati Uniti (rhythm and blues/hip hop) | 1                 |
| Sudafrica                              | 1                 |
| Svizzera                               | 22                |